# Joanna Chmielewska
Compléments
http://www.chmielewska.pl/
Joanna Chmielewska, de son vrai nom Irena Barbara Kühn, née Irena Barbara Becker le 2 avril 1932 à Varsovie, et morte dans cette ville le 7 octobre 2013, est une femme de lettres polonaise auteur de romans à sensation et policiers ainsi que d'ouvrages de littérature d'enfance et de jeunesse.

## Biographie
Joanna Chmielewska fait des études d'architecture à l'École polytechnique de Varsovie. Elle travaille ensuite dans des bureaux d'études et commence rapidement à écrire des nouvelles publiées dans le magazine Kultura i Życie et des articles sur l'architecture dans Kultura i Sztuka.
Elle publie en 1964 son premier roman Klin (pl), adapté au cinéma par le réalisateur Jan Batory sous le titre Lekarstwo na miłość (pl) (Médicament pour l'amour).
Dans les années 1970, elle devient l'un des auteurs les plus lus en Pologne et en Union soviétique.
Elle écrit principalement des romans policiers humoristiques et pour les jeunes. Plusieurs de ses livres font l'objet d'adaptations cinématographiques.
Dans les années 1990 et les années 2000, elle publie également une autobiographie en 7 tomes.

## Œuvre

### Romans policiers
- Klin (pl) (1964)
- Wszyscy jesteśmy podejrzani (1966)
- Dalej Krokodyl z kraju Karoliny (1969)
- Całe zdanie nieboszczyka (1972)
- Lesio. Powieść, nie da się ukryć, humorystyczna (1973)
- Romans wszechczasów (1974)
- Wszystko czerwone (1975)
- Boczne drogi (1976)
- Upiorny legat (1977)
- Studnie przodków (1979)
- Duch (1983)
- Szajka bez końca (1990)
- Ślepe szczęście (1990)
- Dzikie białko (1990)
- Wyścigi (1992)
- Tajemnica (1993)
- Drugi wątek (1993)
- Florencja, córka Diabła (1993)
- Zbieg okoliczności (1993)
- Jeden kierunek ruchu (1994)
- Lądowanie w Garwolinie (1995)
- Duża polka (1996)
- Dwie głowy i jedna noga (1996)
- Wielki diament (1996)
- Krowa niebiańska (1997)
- Hazard (1997)
- Harpie (1998)
- Złota mucha (1998)
- Depozyt (1999)
- Najstarsza prawnuczka (1999)
- Przeklęta bariera (2000)
- Książka poniekąd kucharska (2000
- Trudny trup (2001)
- (Nie)boszczyk mąż (2002)
- Pech (2002)
- Babski motyw (2003)
- Bułgarski bloczek (2003 )
- Kocie worki (2004)
- Mnie zabić (2005)
- Zapalniczka (2005)
- Krętka blada (2006)
- Rzeź bezkręgowców (2007)
- Porwanie (2009)
- Krętka blada (2010)
- Byczki w pomidorach (2010)
- Gwałt (2011)
- Krwawa zemsta (2012)

### Romans de littérature d'enfance et de jeunesse
- Zwyczajne życie (1974)
- Kawałek świata (1976)
- Nawiedzony dom (1979)
- Skarby (1988)
- 2/3 sukcesu (1991 )
- Ślepe szczęście (1992)
- Wszelki wypadek (1993)
- Pafnucy (1994)
- Las Pafnucego (2003)

### Conseils pratiques
- Jak wytrzymać z mężczyzną (1996, 2011)
- Jak wytrzymać ze współczesną kobietą (1996, 2011)
- Jak wytrzymać ze sobą nawzajem (2001, 2011)
- Przeciwko babom! (2005)
- Traktat o odchudzaniu (2007)